# Heilig Hartbeeld (Aarlanderveen)
Het Heilig Hartbeeld is een standbeeld in de Nederlandse plaats Aarlanderveen, in de provincie Zuid-Holland.

## Achtergrond
Het Heilig Hartbeeld was een geschenk van de weduwe Clementia Kempen-van Eijk (1862-1930), een van de parochianen. Het werd geplaatst naast de Petrus en Pauluskerk, ter hoogte van de pastorie, waar het op 19 juni 1925 werd onthuld.

## Beschrijving
Het beschilderde beeld heeft een symmetrische opzet en toont een staande Christusfiguur, gekleed in gedrapeerd gewaad. Hij wijst met zijn beide handen, waarin de stigmata zichtbaar zijn, naar het Heilig Hart op zijn borst. Het hart wordt omwonden door een doornenkroon en bekroond met een kruis. Achter Christus' hoofd is een open kruisnimbus geplaatst.
Een inscriptie op de taps toelopende sokkel vermeldt: 

DE PAROCHIE
VAN DE
H.H. PETRUS EN PAULUS
HEEFT ZICH 19 JUNI 1925
VOOR ALTIJD TOEGEWIJD
AAN HET
H. HART VAN
JESUS

## Waardering
Het complex met de kerk en parochie is aangewezen als gemeentelijk monument.